# 김정국 (일진회)
김정국(金鼎國, ? ~ ?)은 대한제국 말기에 일진회 회원으로 활동했던 인물이다.

## 생애
1907년 일진회의 내부조사국 위원장, 1908년 서무과장 및 평의원회 간사에 임명되었다. 이후 일진회 평의원과 회계원을 지내면서 한일 병합 조약 체결 직전 일진회가 주도한 합방청원운동에 가담했다. 1909년에는 합방청원에 반대한 부회장 홍긍섭 등이 사퇴했는데, 이들을 밀어내기 위한 임시총회에 참석했다.
1910년 한일 병합 후에 존재 가치가 희미해진 일진회가 해산되면서 일본 정부로부터 해산금이 나왔을 때 400원을 수령했다. 이는 일진회 내에서 7위에 해당하는 액수이다. 1934년 흑룡회가 도쿄에 송병준 등의 공로를 기리기 위한 일한합방기념탑을 세웠을 때 석실에 봉납되었다.

## 사후
- 2008년 발표된 민족문제연구소의 친일인명사전 수록예정자 명단 친일단체 부문과 2006년 친일반민족행위진상규명위원회가 조사 발표한 친일반민족행위 106인 명단에 포함되었다.

## 같이 보기
- 일진회

## 참고자료
- 친일반민족행위진상규명위원회 (2006년 12월). 〈김정국〉 (PDF). 《2006년도 조사보고서 II - 친일반민족행위결정이유서》. 서울. 641~645쪽쪽. 발간등록번호 11-1560010-0000002-10. 2007년 10월 8일에 원본 문서 (PDF)에서 보존된 문서. 2007년 8월 16일에 확인함.